# Veszprémvarsány
Veszprémvarsány község Győr-Moson-Sopron vármegyében, a Pannonhalmi járásban található.

## Fekvése
A település az északi Bakony keleti lejtőjére épült; közigazgatási területe lenyúlik a Sokorói-dombságot és a Bakony hegységet elválasztó síkságra is, ahol a gabona is megterem. Az északi lejtőkön szőlő termelhető. Egyike ama hat településnek, amelyet 2002. október 20. után csatoltak a megyéhez, a Zirci kistérségből átsorolva a Pannonhalmai kistérségbe.
A község a Veszprém és Győr között húzódó 82-es főút mentén helyezkedik el, Győrtől 30, Veszprémtől 45 kilométer távolságra. Keresztülhalad a területén a Kisbért Pápával összekötő országút is, amely Kisbértől idáig a 8218-as számozást viseli, innen tovább Pápáig pedig főútként húzódik, 832-es számmal; továbbá déli határszélén indul Réde felé a 8217-es út is. A keleti szomszédjában fekvő Sikátorral a 82 114-es számú mellékút köti össze.
Veszprémvarsány korábban vasúti csomópontnak számított, a Győr–Veszprém-vasútvonal és a Tatabánya–Pápa-vasútvonal kereszteződésében, ám ez utóbbi vonalon 2007 márciusa óta szünetel a személyforgalom.

## Története
Nevét a pannonhalmi apátság 1210. évi oklevelében említik először Vosyan, majd 1531-ben Nag Warsan néven. Varsány volt a honfoglalás előtt a magyarokhoz csatlakozó alán néptöredék neve. A középkorban a pannonhalmi apátság legnépesebb faluja volt.
Jó megközelíthetősége a háborúk idején a település nagy hátrányára voltak. A törökök 1531-ben, a cseszneki zsoldosok 1536-ban felégették a falut. A település 1542-től elnéptelenedik, csak 1606 után térnek vissza. A Bécs felé vonuló törökök utoljára 1683-ban pusztították el a falut. Ekkor pusztult el a temploma, amit újra 1725-ben építettek fel. A szőlők újratelepítése 1714-ben történt meg az írások alapján. Varsány népe földművelésből, szőlőtermesztésből és gyümölcstermelésből élt. Nyáron részes aratást, cséplést vállaltak, télen tűzifával kereskedtek. A hűbérúr a 16. század során elengedte a kilencedet, mert a jobbágyok nagyon szegények voltak.

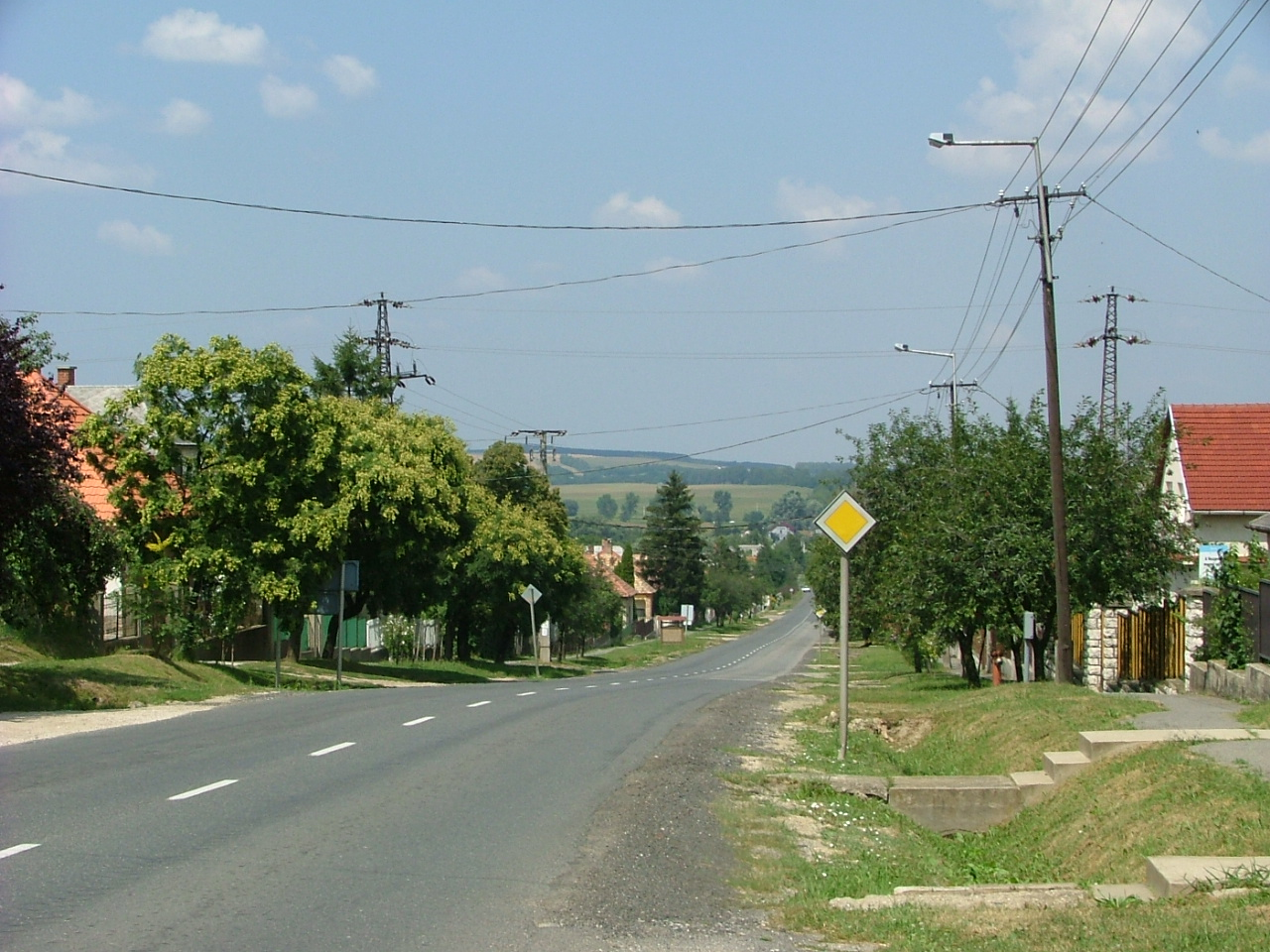
A falun átvezető 82 út

A népessége magyar, de vallási szempontból fele részben katolikus, fele részben protestáns vallású. Iskoláját először 1720-ban alapították. A 17. és 18. századi állapotok megőrzése után fejlődést hoztak az 1895 körül megépült vasútvonalak. Az 1860-as évektől önálló postája volt, amit 1952-ben átépítettek. A postahivatal 1985-ben költözött mostani helyére. A 19. század hatvanas éveiben épült fel a községháza is. Ebben a hivatalban intézték Lázi és Sikátor községek ügyeit is. 1945 után a községek önálló igazgatást kaptak. A tanácsrendszerben 1963-tól Sikátorral, majd 1969-től Lázival közös tanácsot alkottak veszprémvarsányi székhellyel. A rendszerváltozáskor minden község önálló önkormányzatot választott, de a közigazgatást a megalakult körjegyzőség végzi. 2002. évben Lázi község kivált a körjegyzőségből.

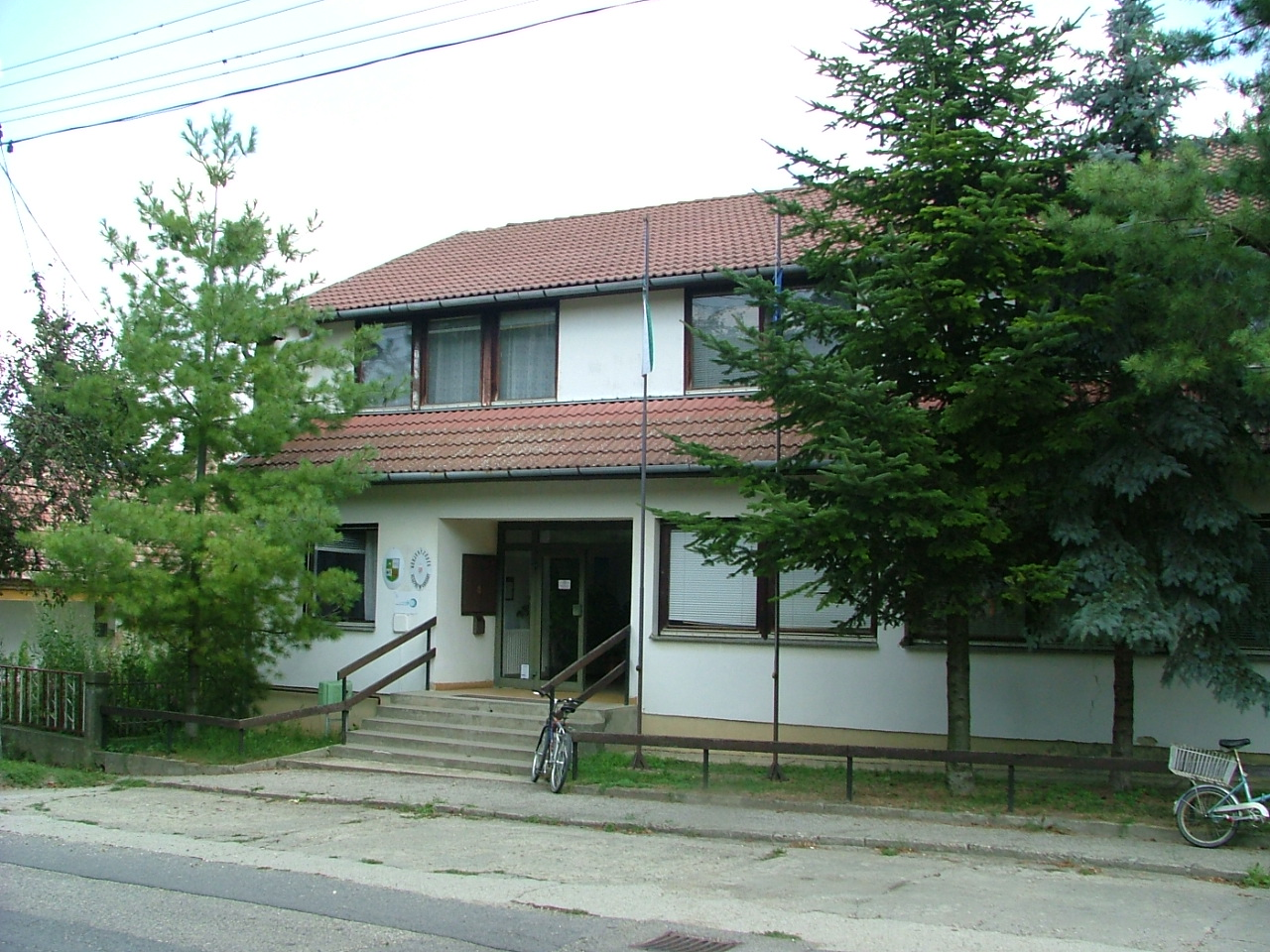
A községháza

Termelőszövetkezete 1959-ben alakult meg. A fő profilja az állattenyésztés és a növénytermesztés volt. 1962-ben a sikátori és a lázi szövetkezet egyesült a veszprémvarsányival. 1974-ben, amikor a többi környékbeli termelőszövetkezet egyesült Jóbarátság néven, a környék legnagyobb foglalkoztatójává vált. A foglalkoztatottak nagy része a jó közlekedési viszonyok miatt már évtizedek óta Győrben keresi kenyerét. Már 1954-ben felmerült egy korszerű iskola építésének igénye. 1979-ben kezdték el építeni, és 1982 szeptemberére készült el. A 10 tantermes iskolát jól felszerelték szemléltetőeszközökkel. 2-300 méterre van sportpálya. Rendelkezik konyhával és ebédlővel is. 1991-től napközi otthonos óvoda is működik az épületben. 1982-ben körzeti iskolává vált. Így ide kerültek a gici, a romándi, a lázi, a bakonygyiróti és a bakonypéterdi felső tagozatos iskolások. Akkor 13 tanulócsoportban 285 gyermekkel folyt az oktatás. 1990 után az önkormányzatok egy részének közös tulajdona lett. A többiek részt vesznek az iskola fenntartásában.
1959-ben alakult meg a Takarékszövetkezet. Az 1961-62-es években épült meg a 82-es útnak a falut részben elkerülő szakasza, mely miatt néhány házat le kellett bontani. 1965-1967-ben gázcseretelep, majd körzeti orvosi rendelő a szolgálati lakással épült meg. 1969-ben lett kész az áramszolgáltató, az ÉDÁSZ kirendeltsége, melyet sajnos 2001-ben megszüntettek. A vasútállomás épületét 1972-ben építették át. Ebben az évben épült fel a tűzoltószertár. A község, jó tűzvédelmi munkájáért tűzoltó gépkocsit kapott ajándékba. A termelőszövetkezet szolgálati lakásokat épített, amit a bennlakók 1990-ben megvásárolhattak. Az ÁFÉSZ 1971-ben éttermet, 1983-ban élelmiszer boltot épített. A 70-es évek közepén aszfaltozták a község utcáit. Közben folyamatosan évente épültek meg a szilárd gyalogjárdák. A Következő évben autóparkoló épült a faluban. A közel egy évszázadig működő malom, ami a környék lisztellátását biztosította 1986-ban leégett. Helyén 1989-ben műanyag-feldolgozó üzem létesült. A volt uradalmi díszkert helyén megépült a termelő-szövetkezet központi irodaháza. Az 1990-es évben befejeződött az ivóvízhálózat és a csatornahálózat megépítése. Elkészült a faluban 400. 000 m3-es szennyvíztisztító telep. A gázhálózat 1999-ben lett megépítve. Így befejeződött a település közműhálózatának a megépítése. A község északi bejáratánál 1950-ben megépült kezdetleges benzinkút 1991-ben magántulajdonba került. A régi helyén új korszerű üzemanyagtöltő állomás létesült. Magánkézbe került a tüzép telep is. A második világháború óta a községben több mint 300 új lakás lakóház épült. Szinte mindegyiket korszerűsítették. Egészségügyi intézményi infrastruktúrája a következőképpen épült ki: A korszerű Egészségházban 2 háziorvosi körzet, gyermekorvos, fogorvos, üzemorvos, védőnő került elhelyezésre. Ezen kívül még gyógyszertár és Idősek otthona is található a faluban. A magán és vállalkozási állattartást hatósági állatorvos, üzemi állatorvosok, és az állatpatika szolgálja. A községben való letelepedés elősegítésére 5 lakásos ifjúsági garzonházat építettek. Mikrórégiós körzetközponti szerepre nagyon alkalmas a környező települések ellenkezése ellenére is.

## Közélete

### Polgármesterei
- 1990–1994: Gaál László (független)[3]
- 1994–1998: Köves Árpád (független)[4]
- 1998–2002: Köves Árpád (független)[5]
- 2002–2006: Németh Csaba (független)[6]
- 2006–2010: Németh Csaba Kálmán (független)[7]
- 2010–2014: Németh Csaba Kálmán (független)[8]
- 2014–2019: Németh Csaba Kálmán (független)[9]
- 2019–2024: Vaderna Melinda (független)[10]
- 2024– : Vaderna Melinda (független)[1]

## Népesség
A település népességének változása:
| Lakosok száma | 1030 | 1036 | 1057 | 1038 | 1004 | 998  | 993  |
|               | 2013 | 2014 | 2015 | 2021 | 2022 | 2023 | 2024 |

A 2011-es népszámlálás során a lakosok 78,7%-a magyarnak, 0,2% bolgárnak, 1,3% cigánynak, 0,7% németnek, 0,2% románnak, 0,2% ruszinnak, 0,3% ukránnak mondta magát (21% nem nyilatkozott; a kettős identitások miatt a végösszeg nagyobb lehet 100%-nál). A vallási megoszlás a következő volt: római katolikus 44,6%, református 4,7%, evangélikus 12,5%, görögkatolikus 0,4%, felekezeten kívüli 5,2% (32,4% nem nyilatkozott).
2022-ben a lakosság 92,8%-a vallotta magát magyarnak, 1,1% németnek, 0,5% cigánynak, 0,3% ukránnak, 0,2% ruszinnak, 0,1-0,1% lengyelnek és szlováknak, 1,5% egyéb, nem hazai nemzetiségűnek (6,9% nem nyilatkozott; a kettős identitások miatt a végösszeg nagyobb lehet 100%-nál). Vallásuk szerint 41,6% volt római katolikus, 11,6% evangélikus, 6,2% református, 0,3% görög katolikus, 0,1% ortodox, 0,1% izraelita, 0,3% egyéb keresztény, 2,8% egyéb katolikus, 4,6% felekezeten kívüli (32,5% nem válaszolt).

## Nevezetességei
- Szent Adalbert római katolikus templom, amely barokk stílusban épült, 1725-ben adták át, részben 1888-ban alakították át. Berendezése: rokokó szószék,[13] amely 1770 körüli, főoltára copf stílusú, 18. sz. végéről származik.
- evangélikus templom.